# Andreas Wagner (Politiker, 1968)

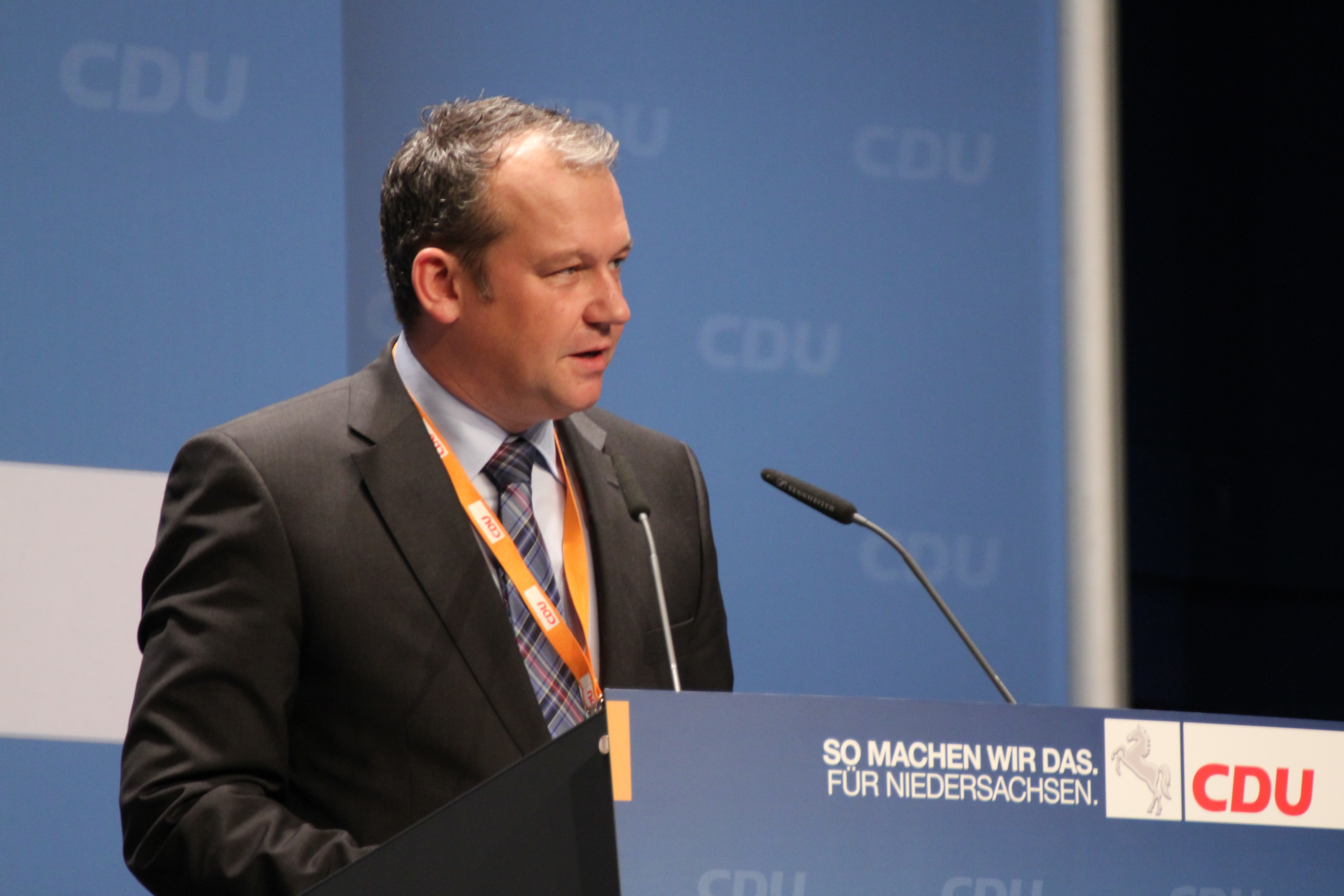
Andreas Wagner (2013)

Andreas Wagner (* 21. April 1968 in München) ist ein deutscher Kaufmann und Politiker (CDU). Er war vom  1. November 2011 bis zum 31. Oktober 2019 Oberbürgermeister von Wilhelmshaven. Wagner hatte schon frühzeitig seinen Verzicht auf eine zweite Amtszeit erklärt.

## Leben
Wagner absolvierte eine Ausbildung zum Bankkaufmann und studierte Betriebswirtschaft an der Albert-Ludwigs-Universität Freiburg und der Christian-Albrechts-Universität zu Kiel. Er wurde Mitglied der Corps Palatia-Guestphalia (1990) und Palaiomarchia-Masovia (1991). Den Abschluss als Diplom-Kaufmann machte er in Kiel. Außerdem erhielt er einen MBA an der Edinburgh Business School. Nach verschiedenen beruflichen Stationen, darunter bei der Sun Chemical in London und der niederländischen Samas Groep in Frankfurt am Main kam er nach Wilhelmshaven, wo er bis 2010 als Kaufmännischer Geschäftsführer der Peine Gruppe tätig war. Außerdem war er selbständig als Unternehmensberater tätig.
Als Fregattenkapitän d. R. ist er in der Einsatzflottille 2 mob-beordert.
2009 trat er der CDU bei. Am 11. September 2011 gewann er gegen acht Kandidaten die Wahl zum Oberbürgermeister der Stadt Wilhelmshaven. Er trat die Nachfolge von Eberhard Menzel (SPD) an, der nicht wieder kandidiert hatte. Dieser Wechsel kam etwas überraschend, da Wilhelmshaven als SPD-Hochburg galt und seit 1956 (bis auf fünf Jahre in den 1980ern) durchgehend einen Sozialdemokraten als Oberbürgermeister hatte.
Am 20. Mai 2016 gab die Staatsanwaltschaft Oldenburg bekannt, dass das Büro von Oberbürgermeister Wagner durchsucht wurde, da ein Verdacht der schweren Untreue bei der Fusion des St.-Willehad-Hospitals mit dem städtischen Reinhard-Nieter-Krankenhaus zum Klinikum Wilhelmshaven besteht. So sollen „die Grundsätze der Wirtschaftlichkeit und Sparsamkeit nicht beachtet“ worden sein.
Zudem steht seit Anfang 2018 der Vorwurf im Raum, Wagner sei im Jahr 2017 an insgesamt 19 Wochen nicht im Rathaus zugegen gewesen.